# Robert Kocharian
Robert Sedraki Kocharian (em armênio/arménio:  Ռոբերտ Սեդրակի Քոչարյան; Estepanaquerte, 31 de agosto, 1954) é um político armênio foi o segundo presidente da Armênia entre 1998 e 2008. Foi presidente de Artsaque de 1994 a 1997, primeiro-ministro da Armênia de 1997 a 1998 e Primeiro-ministro de Artsaque de 1992 a 1994.
Durante a maior parte de sua presidência, entre 2001 e 2007, a economia da Armênia cresceu em média 12% ao ano, em grande parte devido ao boom da construção. Sua presidência testemunhou dois dos eventos mais sangrentos da história armênia pós-independência: o tiroteio no parlamento armênio em 1999 e a morte de dez pessoas durante os protestos presidenciais de 2008. Ele foi responsabilizado por ambos os eventos pela oposição, especialmente pelo primeiro presidente da Armênia, Levon Ter-Petrosyan e seu partido.

## Detalhes pessoais
Robert Kocharian, fala fluentemente em armênio, russo e inglês, nasceu em Estepanaquerte, Alto Carabaque. Recebeu educação secundária de 1972 a 1974 e serviu no Exército Soviético. Ele e sua esposa Bella Kocharian têm três filhos: Sedrak, Gayane, e Levon, todos nascidos em Estepanaquerte. Sua esposa também nasceu em Estepanaquerte e é graduada pelo Instituto Médico de Erevã, enquanto seus filhos foram alunos na Universidade Estatal de Erevan.